# Nikolovo, Haskovo
Nikolovo (în bulgară Николово) este un sat în comuna Haskovo, regiunea Haskovo,  Bulgaria. 

## Demografie
Componența etnică a satului Nikolovo
     Bulgari (92,77%)
     Turci (2%)
     Romi (3,21%)
     Nicio identificare (0%)
     Altele (2%)
La recensământul din 2011, populația satului Nikolovo era de 249 locuitori. Din punct de vedere etnic, majoritatea locuitorilor (92,77%) erau bulgari, existând și minorități de romi (3,21%) și turci (2%). Pentru 0% din locuitori nu este cunoscută apartenența etnică.